# La Grange (chanson)
Pour les articles homonymes, voir Lagrange.
Singles de ZZ Top
"Waitin' for the Bus" / "Jesus Just Left Chicago"
(1973) Tush
(1975)
Clip vidéo
[vidéo] « La Grange - ZZ Top (Live From Daryl's House) », sur YouTube
[vidéo] « Green Onions - Live From Daryls House », sur YouTube
[vidéo] « Boom Boom - John Lee Hooker (1962) », sur YouTube

[vidéo] « Boogie Chillen - John Lee Hooker (1962) », sur YouTube
Pistes de Tres Hombres
Precious and Grace Shiek
La Grange est une chanson  de blues rock-rhythm and blues, du groupe texan ZZ Top, écrite et composée par ses trois membres Billy Gibbons, Dusty Hill, et Frank Beard, single extrait de leur 3e album studio Tres Hombres (Trois Hommes, en espagnol) de 1973. Adaptée de la série de succès emblématiques de blues rock américain Boogie Chillen' (1948) et Boom Boom (1962) de John Lee Hooker, et Green Onions (1962), cette chanson est un des plus importants succès internationaux du groupe,. 

## Histoire

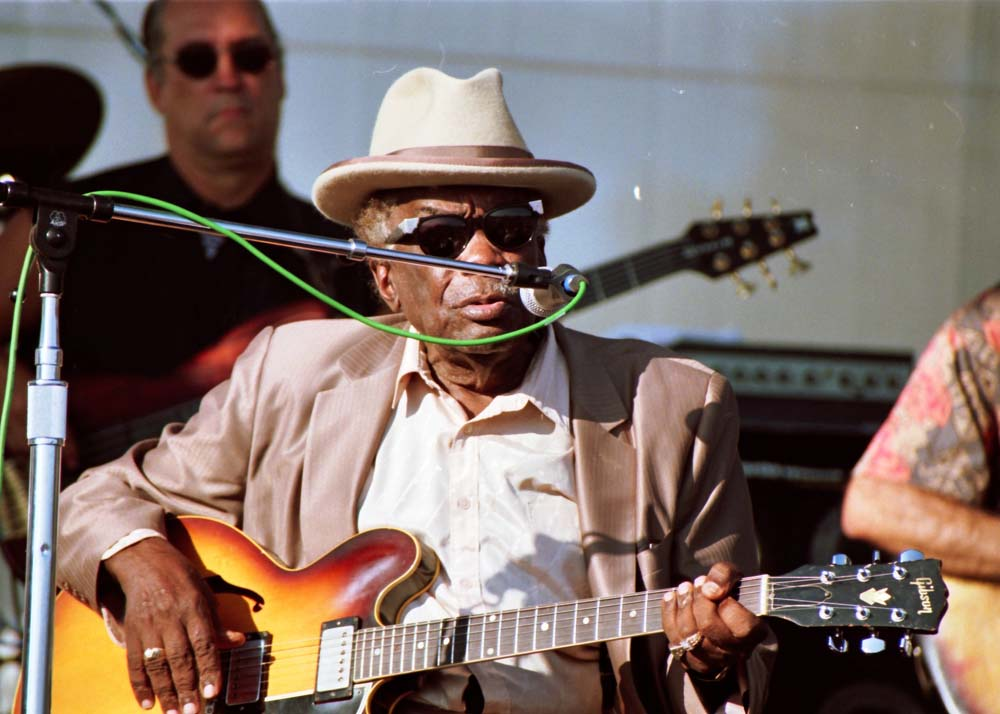
John Lee Hooker en 1997

Cette chanson (n°41 des ventes du Billboard Hot 100 américain 1973 à sa sortie aux États-Unis) est inspirée et adaptée du groove musical des succès mythiques de blues rock américain :
- 1948 : Boogie Chillen', premier enregistrement blues de John Lee Hooker  (sur youtube)
- 1962 : Boom Boom, reprise et adaptée de la précédente par le précédent (sur youtube)
- 1962 : Green Onions (Les Oignons Verts) de Booker T. Jones, Steve Cropper, Lewie Steinberg, et Al Jackson, Jr. (sur youtube).

Les paroles de cette chanson (sur le thème de la prostitution et des maisons closes) font références à une grange près de La Grange, le « Ranch du Poulet » (Chicken Ranch) célèbre bordel historique institutionnel de la municipalité de La Grange, entre Austin et Houston, au Texas (également thème du film La Cage aux poules, de Colin Higgins en 1978, avec Burt Reynolds).

## ZZ Top
- Billy Gibbons : chant & guitare électrique (Fender Stratocaster[6])
- Dusty Hill : guitare basse
- Frank Beard : batterie

## Single et albums ZZ Top
- 1973 : Tres Hombres
- 1973 : Single (avec Just Got Paid en face B[7])
- 1992 : Greatest Hits

## Clip
Deux enregistrements de « La Grange » (sur youtube) et de Green Onions (sur youtube) sont réalisés dans la grange-studio de la maison personnelle du chanteur-guitariste-présentateur Daryl Hall, près de New York, pour son émission télévisée de variété américaine Live from Daryl's House (en). 

## Cinéma
- 1996 : Striptease, d'Andrew Bergman, avec Demi Moore
- 1998 : Armageddon, de Michael Bay, avec Bruce Willis et Ben Affleck
- 2000 : Shanghai Kid, de Tom Dey, avec Jackie Chan et Lucy Liu
- 2001 : Dogtown and Z-Boys, de Stacy Peralta
- 2005 : Garde rapprochée, de Stephen Herek, avec Tommy Lee Jones
- 2005 : Shérif, fais-moi peur (film), de Jay Chandrasekhar
- 2003 : Bienvenue dans la jungle, de Peter Berg
- 2004 : La ferme se rebelle, de Will Finn et John Sanford (bande annonce)
- 2004 : Tolérance Zéro, de Kevin Bray (bande annonce)
- 2009 : Planète 51, de Jorge Blanco (bande annonce)

## Autres usages
La chanson est reprise pour de multiples usages, dont :
- 1992 : jeu de flipper The Getaway: High Speed II, chanson-titre
- 2007 : Guitar Hero III: Legends of Rock, jeu de rythme
- 2009 : musique de publicité télévisuelle pour les écrans Samsung.
- 2010 : South Park, épisode Poor and Stupid (S14E08), version instrumentale
- 2011 :  NASCAR The Game: 2011, musique de jeux vidéo
- Série Bones, épisode Stargazer in a Puddle, le début de chanson est joué par Billy Gibbons
- Au début du premier épisode de la saison 2 de The Blacklist.
- Musique de thème du catcheur professionnel Barry Windham au World Championship Wrestling (reprise instrumentale)
- Chanson de thème des catcheurs professionnels David Von Erich (en) et son frère Jerry aux World Class Championship Wrestling et All Japan Pro Wrestling
- Musique de l'attraction "disque du soleil" au parc d'attraction et animalier "Le Pal" (Allier 03).

## Classement
| Chart (1974)                       | Meilleur classement |
| ---------------------------------- | ------------------- |
| Australie (Go-Set National Top 40) | 15                  |
| Australie (Kent Music Report)      | 21                  |
| France (IFOP)                      | 58                  |
| US Billboard Hot 100               | 41                  |
| US Cash Box                        | 24                  |
| US Record World                    | 33                  |